# Asdrúbal José Hurtado
Asdrúbal José Hurtado, (Ciudad Bolívar, Estado Bolívar, Venezuela, 2 de mayo de 1960), más conocido como Cheo Hurtado, es un músico y compositor venezolano, un virtuoso ejecutante de instrumentos de cuerda como la bandola, el tiple, el tres, y la mandolina, es uno de los más reconocidos intérpretes del cuatro en el mundo. Hurtado es miembro fundador de Ensamble Gurrufío, celebrada agrupación folclórica con la que ha realizado extensas giras por todo el mundo. Además, ha grabado o dado conciertos con artistas nacionales y extranjeros como Alirio Díaz, Aldemaro Romero, Paquito D'Rivera, Oscar D'León, Simón Díaz, Béla Fleck, Serenata Guayanesa, Soledad Bravo, Aquiles Báez, María Teresa Chacín y otros.

## Biografía
Es hijo de María Alejandrina de Hurtado y Ramón Hurtado, quien era un reconocido guitarrista y compositor. Hurtado, admirado por el renombrado poeta y pediatra guayanés, Elías Inaty, fue alumno de Hernán Gamboa y a los siete años su conocimiento del cuatro le permitió participar como acompañante en un programa de radio y a los trece (1973) ganó el Festival Nacional de Cuatro organizado en Ciudad Bolívar. Entre 1975 y 1983 enseñó cuatro, guitarra y mandolina en la Casa de la Cultura de Ciudad Bolívar, en la cual fundó la  Estudiantina Carlos Raúl Villanueva en 1977. Esta, más tarde, pasó a llamarse La Cuerda de Carmito, en homenaje al compositor guayanés Carmito Gamboa. Con este grupo grabó tres discos, tocando la mandolina, el bajo, el cuatro y el tambor de calipso.
Durante esta época también participó en Juventud Rítmica, grupo de salsa de la barriada donde vivía en la cual ejecutaba la bandola guayanesa y se desempeñaba como contrabajista en la Orquesta Angostura, dirigida por Juanito Arteta. Posteriormente fue integrante de Un Solo Pueblo, director de la agrupación Costa Caribe, del grupo Bandolas de Venezuela (con estas dos últimas grabó cuatro discos entre 1989 y 1991), y se desempeñó como instrumentista solista o acompañante de numerosos artistas venezolanos.
En 1984 fundó el Ensamble Gurrufío junto a los músicos Luis Julio Toro (flauta) y Cristóbal Soto (mandolina). Esta agrupación es reconocida tanto por el talento interpretativo de sus integrantes como por sus investigaciones, experimentaciones, y desarrollo de la música folclórica venezolana a nivel académico. Por sus esfuerzos para elevar el folclore venezolano a niveles sinfónicos y difundirlo por el mundo han recibido diversos galardones e invitaciones a algunos de los escenarios más prestigiosos del mundo.
A Hurtado se le debe otra iniciativa de referencia para la cultura venezolana en el siglo XXI: La Siembra del Cuatro, terreno fértil para una inmejorable cosecha de instrumentistas que, tras su participación en el evento han emprendido una carrera musical, bien sea como solista o como acompañante.

## Galardones con Ensamble Gurrufío
- 1998 - Premio Monseñor Pellín (mención especial): Por su aporte a la difusión de la cultura venezolana.
- 1999 - Premio Nacional del Artista (espectáculo): Ensamble Gurrufío: 15 años.
- 2008 - Premio de la Latinidad. Unión Latina, París.

## Discografía

### Con La Cuerda de Carmito
- 1981 - La Cuerda de Carmito Vol. 1 (Independiente).
- 1986 - La Cuerda de Carmito Vol. 2 (Independiente).

### Con Costa Caribe
- 1989 - Costa Caribe Vol. 1 (Independiente).
- 1990 - Que Te Vaya Bien (Independiente).
- 1991 - Sin Fronteras (Independiente).

### Con Bandolas de Venezuela
- 1990 - Bandolas de Venezuela (Musicarte/Dorian).

### En solitario
- 1988 - El Seis Guayanés (Independiente).
- 1993 - Compadre Pancho (Musicarte/Independiente).
- 1996 - Music from the Orinoco River (Ocora).
- 1998 - Cuatro arpas y un cuatro (Independiente).
- 2000 - 33 de 4 (Independiente).
- 2002 - Seis Guayanés (Fundación Bigott).
- 2004 - El cuatro suelto (Fundación Bigott).
- 2009 - 42 años Instrumenteando (Independiente).

### Con Camerata Criolla
- 2002 - En Vivo (Independiente).

### Con Ensamble Gurrufío
- 1993 - Maroa (Independiente).
- 1994 - Cruzao (Independiente, Dorian).
- 1997 - El trabadedos (Independiente, Sony).
- 1998 - Cosas del ayer (Independiente).
- 1999 - Ensamble Gurrufío con la Orquesta Sinfónica Gran Mariscal de Ayacucho (Independiente).
- 1999 - Ensamble Gurrufío en vivo (Independiente).
- 2002 - Sesiones con Moisés Torrealba (Independiente).
- 2004 - El Reto (Independiente).

### Colaboraciones con Ensamble Gurrufío
- 1996 - Serenata Guayanesa (La pulga y el piojo).
- 1996 - Serenata Guayanesa (Al calor de una serenata).
- 2000 - Serenata Guayanesa (Historia de futuro).
- 2001 - Ofelía del Rosal (Aldemareando).
- 2001 - Serenata Guayanesa (Serenata con Gurrufio)